# Conski štab za zahodno Štajersko
Conski štab za zahodno Štajersko (kratica: CŠ zahodna Štajerska) je bil conski štab Teritorialne obrambe Republike Slovenije.

## Zgodovina
Štab je bil leta 1972 ustanovljen na predlog Sveta SR Slovenije za narodno obrambo (in slednji na pobudo Glavnega štaba za splošni ljudski odpor), da bi olajšal poveljevanje enotam TO RS v coni (celotna Slovenija je bila razdeljana na šest con).
Conski štabi so bili ukinjeni 25. decembra 1979 z Odredbo poveljnika Teritorialne obrambe o ustanovitvi pokrajinskih in mestnega štaba št. SZ 61/163-79, katero je izdal takratni poveljnik TO Slovenije generalmajor Branko Jerkič.